# Refugiados do Kosovo na Albânia

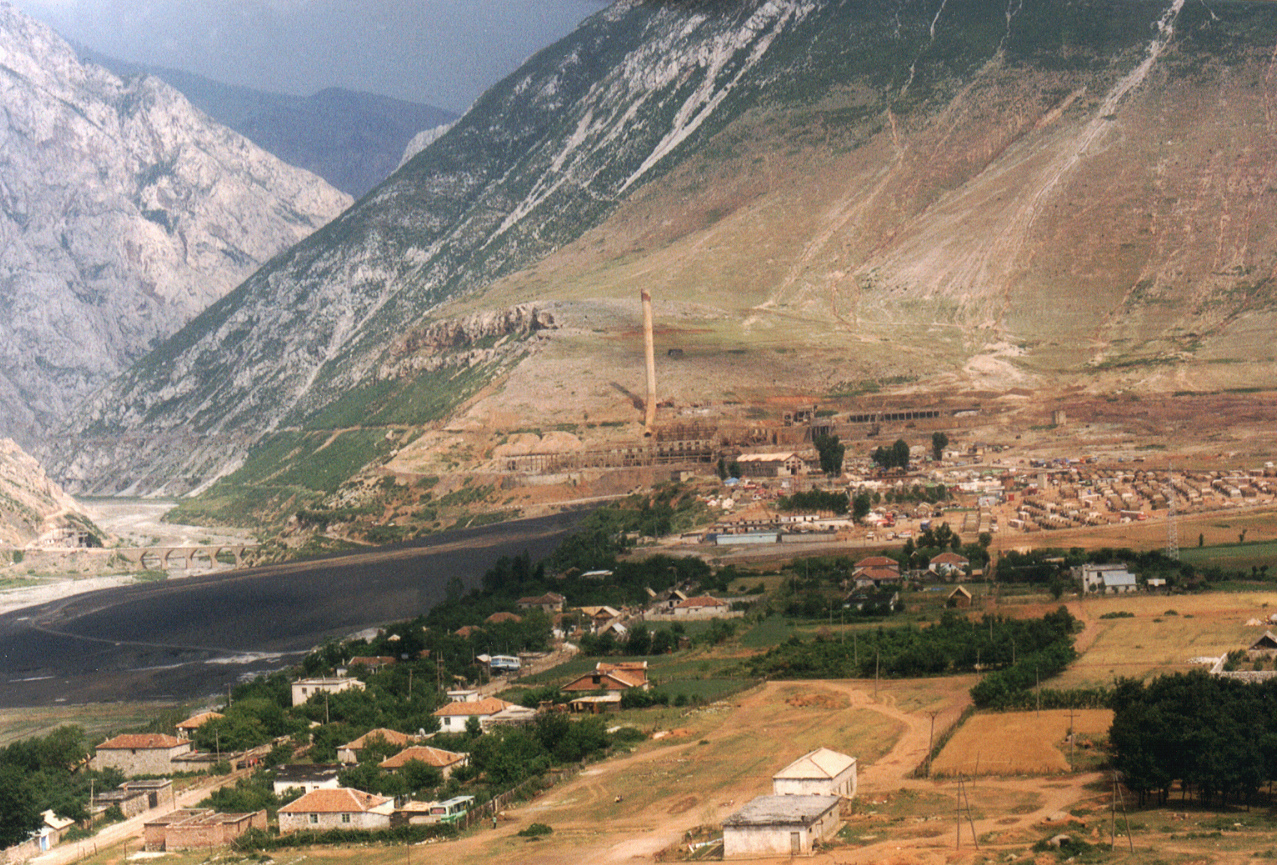
Um campo de refugiados do Kosovo em Kukës, Albânia

Os refugiados do Kosovo na Albânia referem-se sobretudo aos albaneses do Kosovo (na época parte da República Federal da Iugoslávia) que fugiram da Guerra do Kosovo para a vizinha Albânia em 1999. Essa crise foi excepcional na época, como um movimento populacional tão grande num curto período de tempo não visto desde a Segunda Guerra Mundial. Para além dos que partiram para a Albânia, um grande número de refugiados do Kosovo fugiram para a antiga República iugoslava da Macedônia. Quase todas as 500.000 a 600.000 pessoas restantes no Kosovo também foram deslocadas na própria região, sem deixá-la.

## Crise de refugiados de março a junho de 1999
Em março de 1999, a OTAN iniciou um ataque aéreo no Kosovo, em nome de uma "guerra humanitária". Isto levou muitos albaneses a fugirem do Kosovo para países vizinhos, principalmente de março a junho de 1999.
A Albânia abriu as suas fronteiras desde o início da crise, a fim de permitir a entrada dos refugiados.:95 As pessoas chegavam diretamente à fronteira localizada no nordeste do país ou eram transferidas da Macedônia.:95 A Albânia não estava preparada para a chegada de tantas pessoas e solicitou ajuda internacional a fim de cobrir as necessidades básicas dos refugiados. Para coordenar as operações, o governo albanês criou o Grupo de Gerenciamento de Emergências dias após o início do ataque aéreo da OTAN. Este grupo coordenou ações com o ACNUR e muitas outras organizações, tais como organizações não governamentais. A situação tornaria-se delicada durante os primeiros dias porque o ACNUR e as ONGs não previram que os bombardeamentos da OTAN durariam vários meses e conduziriam a tal movimento populacional.:95 À principio faltaram equipamentos, mas muitas entidades internacionais e ONGs levantam fundos e/ou deram ajuda prática à Albânia. Vários países europeus afirmaram que era do interesse dos refugiados permanecer na região e concederiam ajuda financeira. A Alemanha, por exemplo, ofereceu dinheiro para a construção de acampamentos na Albânia para os refugiados transferidos da Macedônia.:95 Além dos refugiados colocados em acampamentos, a população albanesa acolheu muitos deles em suas casas, compartilhando espaço e comida.
Quase 435 mil refugiados tiveram que deixar o Kosovo para a Albânia, de acordo com o ACNUR. A maioria chegou diretamente a Albânia e alguns foram transferidos da Macedônia.:95 No auge da Guerra do Kosovo, os refugiados cruzariam a fronteira para a Albânia, a uma taxa de 4.000 pessoas por hora. Posteriormente, o ACNUR afirmou que até 25% da população do Kosovo havia fugido.
Em 11 de junho de 1999, a campanha aérea da OTAN cessou. No dia anterior, um acordo técnico-militar foi assinado por ambas as partes e encerrou com o conflito armado. Posteriormente, o relatório do ACNUR, escrito sobre a crise dos refugiados, afirmou que esta foi bem administrada, considerando as circunstâncias.

## Depois da crise, a partir de junho de 1999
No tratado de paz assinado pela OTAN e pela República Federal da Iugoslávia, foi solicitado que os refugiados pudessem voltar para suas casas. A maioria dos refugiados de fato conseguiria regressar ao Kosovo durante o mesmo ano, após o fim do conflito armado.

## Controvérsia
A OTAN culpou a República Federal de Iugoslávia e seu líder Slobodan Milošević pela crise de refugiados. Por causa da instabilidade na região a partir de 1998, a OTAN não separou o afluxo massivo de refugiados a partir de 1998 até o final do conflito em suas estatísticas.  De acordo com vários pesquisadores, no entanto, o afluxo em massa começou logo após o bombardeio da OTAN a Iugoslávia.:95